# Upadek Imperium Sasanidów
Upadek Imperium Sasanidów miał miejsce w VII wieku i był wieloletnim procesem, w wyniku którego rządzone przez ponad 400 lat przez dynastię Sasanidów, państwo perskie przestało istnieć.

## Problemy społeczne

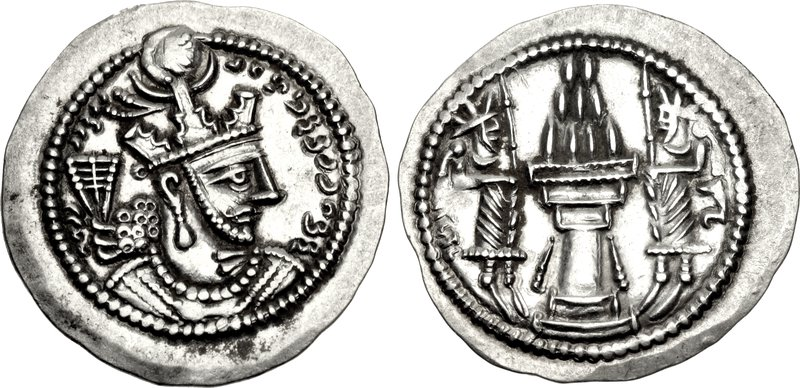
Moneta z wizerunkiem ostatniego szachinszaha Jezdegerda III, zabitego w 651 roku.

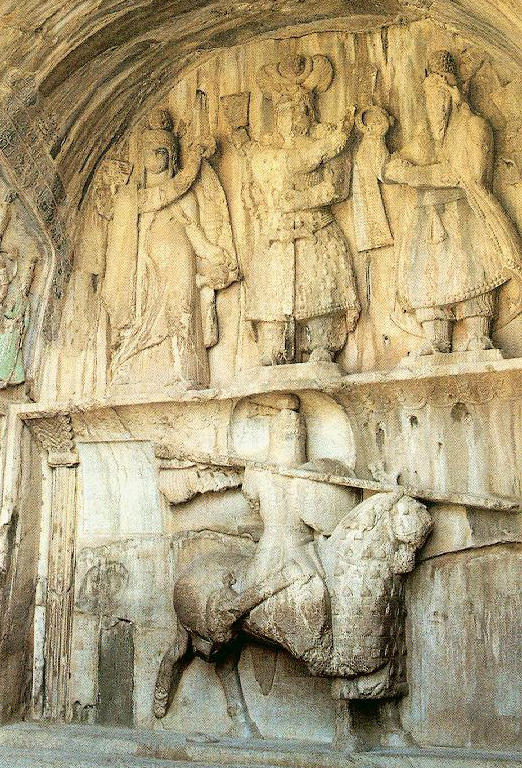
Płaskorzeźba z Taq-e Bostan w Iranie, przedstawiająca wizerunek perskiego ciężkozbrojnego kawalerzysty, czyli katafrakta.

Społeczeństwo w Persji za czasów Sasanidów dzieliło się na cztery klasy: kapłanów, wojowników, sekretarzy (dapripat) i plebs. Ciężar podatkowy spoczywał na najuboższych warstwach społecznych. W trakcie podbojów terytorialnych szachinszaha Chosroesa II w Lewancie i części Azji Mniejszej, podatki w Persji drastycznie wzrosły, a większość ludzi nie była w stanie ich spłacić. Lata wojen Persji z Bizancjum w pierwszej połowie VII wieku zrujnowały handel i rzemiosło, czyli główne źródła dochodów ludności. Krótkotrwałe rządy władców i zwiększenie znaczenia władzy ziemskich zarządców prowincjonalnych dodatkowo osłabiało Sasanidów. W ciągu czternastu lat panowało dwunastu kolejnych szachinszahów, a władza centralna przechodziła w ręce ich dowódców wojskowych. Nawet wtedy, gdy silny władca pojawiał się po serii przewrotów, Sasanidzi nigdy całkowicie nie przywrócili autorytetu swojej dynastii.

## Problemy militarne

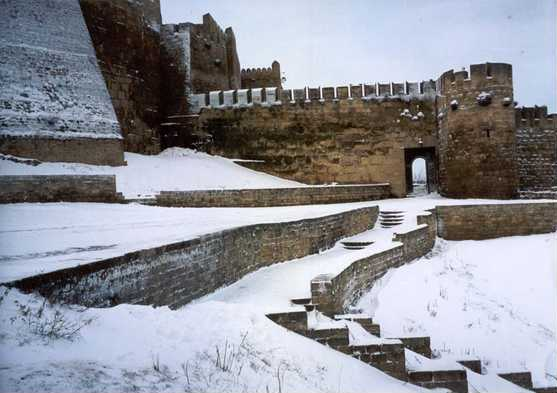
Zdjęcie sasanidzkiego zamku w należącym dziś do Rosji mieście Darbent, znanego w czasach Sasanidów jako Darband.

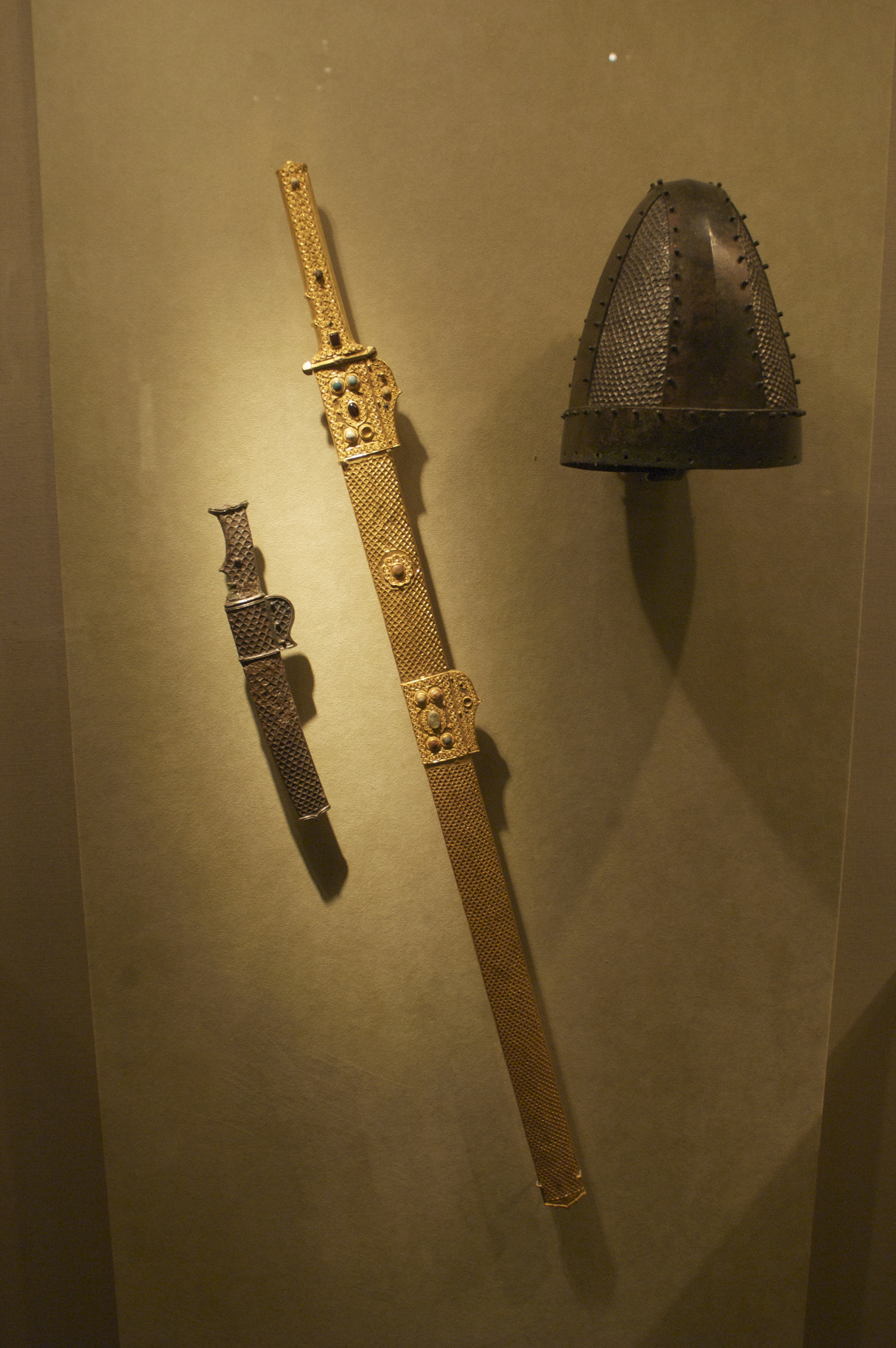
Sasanidzkie wyposażenie wojskowe z VII wieku.

Lata wojny między Sasanidami, a Bizancjum, jak również inwazja Turkutów z Zakaukazia, znacznie wyczerpały perską armię. Po śmierci Chosroesa II, zamordowanego przez swojego syna, rządy obejmowali nieskuteczni władcy, co powodowało chaos w społeczeństwie, oraz problemy w administracji regionalnej aż do czasu, gdy na tronie zasiadł Jezdegerd III. Wszystkie te czynniki wpływały destrukcyjnie na perską armię. Szahinszah Jezdegerd III wstąpił na tron w wieku ośmiu lat i brakowało mu doświadczenia. Nie starał się odbudować potęgi militarnej Persji. Państwo Sasanidów było silnie zdecentralizowane i stanowiło de facto "konfederację" z Partami, którzy zachowywali dużą niezależność. Po wybuchu wojny z Bizantyjczykami Partowie chcieli wycofać się z "konfederacji", więc Sasanianidzi byli dodatkowo osłabieni przed nadchodzącym starciem z muzułmanami. Co więcej, potężne północne i wschodnie rody partyjskie, czyli Kusti Chwarasan i Kusti Adurbadagan, wycofały się do swoich warowni i pogodziły się z Arabami, ponieważ nie chciały walczyć u boku Sasanidów.

## Podbój muzułmański

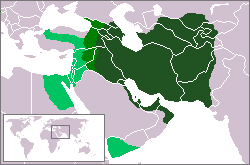
Imperium Sasanidów: terytorium przez większość jego istnienia (ciemna zieleń) i zasięg krótkotrwałych największych zdobyczy z VII wieku (jasna zieleń)

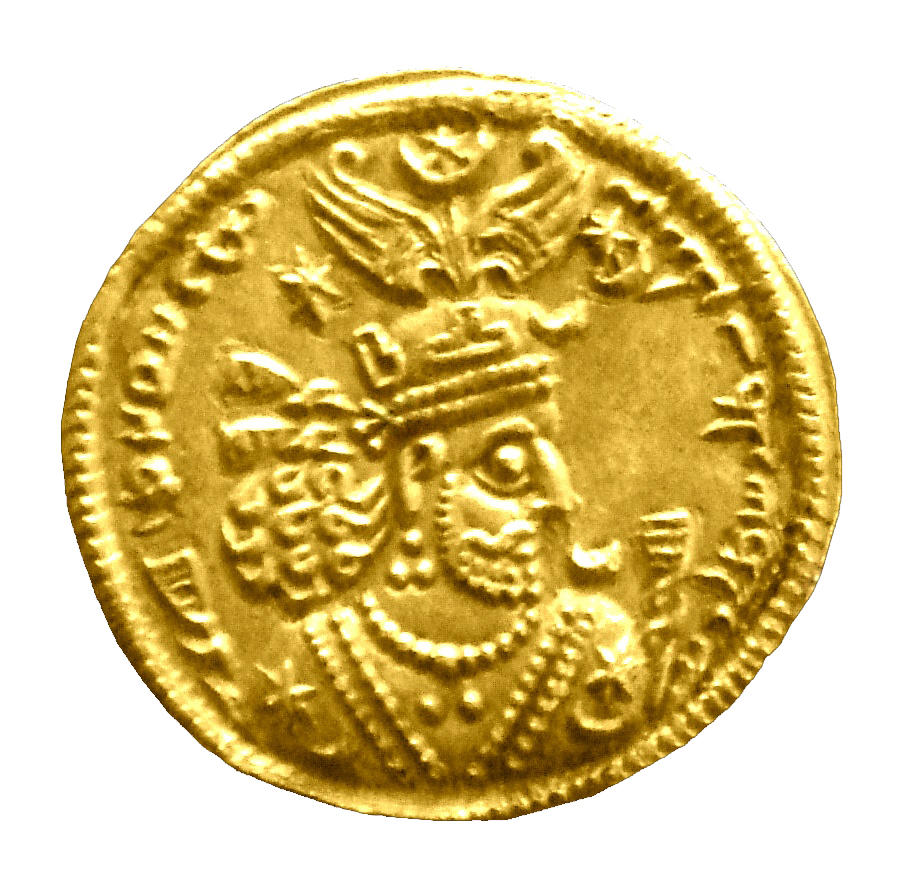
Moneta z wizerunkiem Chosroesa II, któremu Mahomet osobiście miał wysłać list z zaproszeniem do przyjęcia islamu.

Współczesna historyczka Parvaneh Pourshariati twierdzi, że arabska inwazja na Persję nie rozpoczęła się tak jak powszechnie przyjęto, czyli w latach 632-634, po przystąpieniu do wojny sasanidzkiego króla Jezdegerda III, który rządził od 632 do 651, ale wcześniej, bo w latach 628-632. Ważną przyczyną tej zmiany w tradycyjnym postrzeganiu historiografii jest fakt, że podbój arabski Mezopotamii zaczął się dokładnie wtedy, gdy Sasanidzi i Partowie byli zaangażowani w bratobójcze walki o to, kto zostanie następcą tronu sasanidzkiego. Gdy oddziały Wielkiego Kalifatu Islamskiego rozpoczęły swoje pierwsze ataki na terytorium Persji, Jezdegerd III zlekceważył to zagrożenie i odmówił wysłania wojsk przeciwko najeźdźcom. Nawet gdy główny armia arabska osiągnęła perskie granice, Jezdegerd III zwlekał z przygotowaniem swojej armii przeciwko Arabom, a Rostam Farrochzad, sprawujący urzędy spahboda (czyli dowódcy armii) i wicekróla, nie postrzegał Arabów jako poważnego zagrożenia. Nie napotykając na opór, Arabowie mieli czas, żeby skonsolidować i wzmocnić swoje pozycje. Podczas działań wojennych z Arabami, armia sasanidzka stanęła w obliczu fundamentalnych problemów. Podczas gdy ich ciężka kawaleria, zwana z grecka kataphraktos (κατάφρακτος) okazywała się skuteczna w walkach przeciwko bizantyjskim wojskom, to jednak była zbyt powolna i niezdolna do skutecznych działań przeciw zwinnym i nieprzewidywalnym, lekko uzbrojonym arabskim łucznikom konnym i pieszym. Mimo to, armia perska początkowo odniosła kilka sukcesów. Używane przez Persów słonie bojowe chwilowo zatrzymały wojska muzułmańskie, ale kiedy doświadczeni arabscy wojownicy powrócili z frontu syryjskiego, gdzie walczyli przeciwko Bizancjum, i przystąpili do walki na froncie perskim, nauczyli armię arabską, jak radzić sobie ze słoniami. W ten oto sposób słonie bojowe straciły swoją dotychczasową skuteczność na polu bitwy. Czynniki te przyczyniły się do decydującej klęski Sasanidów w bitwie pod Al-Kadisijją w 638 roku. Persowie, u których minęło zaledwie jedno pokolenie po tym, jak tymczasowo podbili Egipt i Azję Mniejszą, przegrali decydujące starcia, atakowani przez zwinnych, lekko uzbrojonych Arabów, przyzwyczajonych do potyczek i wojen prowadzonych na pustyniach. Arabskie oddziały pokonały armię perską jeszcze podczas kilku walk. Kulminacyjna była jeszcze bitwa pod Nahawandem, która stanowiła ostatnie ważnym starci pomiędzy oponentami. Koniec dynastii Sasanidów miał miejsce wraz ze śmiercią zabitego przez swoich dworzan Jezdegerda III w 651 roku w Antiochii Margiańskiej. Jego synowie - Peroz III i Bahram VII uciekli do Chin na tereny kontrolowane przez dynastię Tang. Zmarły w 710 Bahram próbował tam bezskutecznie nakłonić cesarza Tanga Gaozonga do wyprawy przeciwko Arabom.